# When the Saints Go Marching In
Pour les articles homonymes, voir Saints.
When the Saints Go Marching In (en français: «Quand les saints entreront en marchant»), souvent abrégée en The Saints, est une chanson de type negro spiritual partiellement inspirée de la musique folk. On a de nos jours plus de chance de l'entendre jouée par un groupe de jazz.
Cette chanson est une légère adaptation, datant de 1927, de la chanson When the Saints Are Marching In composée en 1896 par James Milton Black (en) avec les paroles de Katharine Purvis (en). 
En 2006, la chanson fait son entrée au SongWriters Hall of Fame.

## Paroles et musique

### Paroles

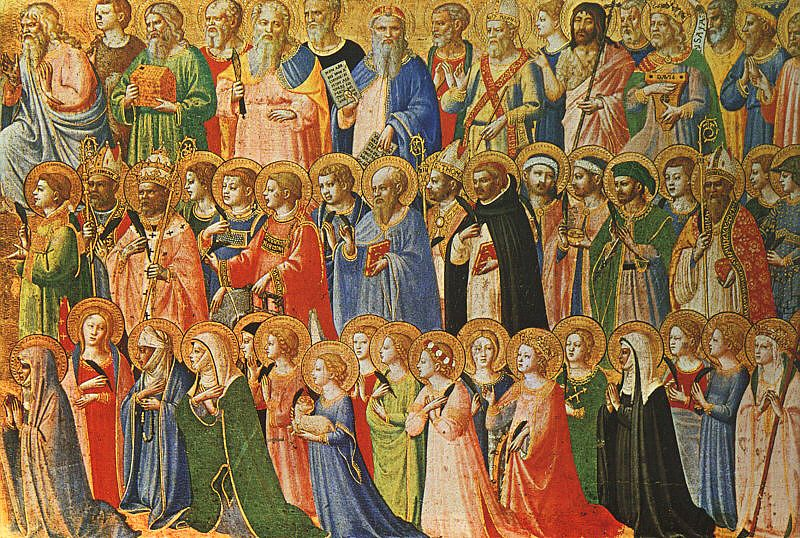
All-Saints, une peinture de Fra Angelico, XVe siècle

Les variantes sont nombreuses ; une version communément utilisée est la suivante :
Oh, when the saints, go marching in (3x)Oh Lord, I want to be in that number
Oh when the saints, go marching in.
Oh, when the drums begin to bang (bis)
Oh, when the stars fall from the sky (bis)
Oh, when the trumpet sounds its call (bis)
Oh, when the saints, go marching in (3x)
Oh Lord, I want to be in that number
Oh when the saints, go marching in!

## Utilisation
Une utilisation traditionnelle de la chanson est une marche funéraire[réf. nécessaire]. Dans la tradition de la musique funéraire de La Nouvelle-Orléans, souvent appelée « jazz funéraire », pendant que le cercueil est amené au cimetière, un groupe la joue comme un chant funèbre. De retour de l'enterrement, le groupe change de style pour adopter le plus habituel et joyeux hot ou Dixieland.

## Interprétations et enregistrements
L'un des premiers enregistrements connus est celui du label Paramount, interprété par les Paramount Jubilee Singers et publié en novembre 1923.
L'une des interprétations les plus célèbres est celle du jazzman Louis Armstrong, qui l'a enregistré et chanté très souvent au cours de sa carrière, notamment avec Ella Fitzgerald.
Cette chanson fut notamment interprétée par Elvis Presley, Carl Perkins, Jerry Lee Lewis , Danny Kaye et Johnny Cash le 4 décembre 1956 à Memphis pour ce qu'on a coutume d'appeler The Million Dollar Quartet.
Parmi les nombreux artistes ayant repris cette chanson, on peut citer également :
- The Jordanaires, paru en single (1955)
- Mahalia Jackson sur l'album The World's Greatest Gospel Singer (1955)
- Bill Haley (The Saint's Rock 'n' Roll), paru en single (1955)
- Rosetta Tharpe, en face B de Cain't No Grave Hold My Body Down (1956)
- Louis Prima sur l'album The Call of the Wildest  (1957)
- Harry Belafonte, sur l'album An Evening with Belafonte (en) (1957)
- Jerry Lee Lewis, sur son LP éponyme (1958)
- The Kingston Trio sur l'album ...from the "Hungry i" (en) (1959)
- Fats Domino, en face B de Telling Lies (1959)
- The Isley Brothers sur l'album Shout! (en)(1959)
- Judy Garland et Liza Minnelli, sur l'album "Live" at the London Palladium (en) (1965)
- Tommy McCook en single, version reggae (1969)
- Little Richard sur l'album The Second Coming (en) (1972)
- James Brown sur l'album Hell (en) (1974)
- Ike and Tina Turner sur l'album The Gospel According to Ike and Tina (1974)
- Tears For Fears sur l'album Live from Santa Barbara (1990)
- The Toy Dolls dans le film Our Last DVD? (2005)
- Dionysos et Arthur H sur La Mécanique du cœur (2007)
- Bruce Springsteen, Live in Dublin (en), (2007)
- BB King dans le film Live (2008)
- Van Morrison sur l'album Avalon Sunset (en) (titre bonus, 2008)

et encore le Golden Gate Quartet, Sidney Bechet, Lightnin' Hopkins, Trini Lopez, Jean-Christian Michel, Liz McComb, Line Renaud, Jeane Manson, etc.

### Version des Beatles
Singles de Tony Sheridan and the Beat Brothers
Cry for a Shadow / Why
Singles des Beatles
Love Me Do / P.S. I Love You
En 1961, les Beatles l'ont aussi enregistrée, dans une version rock'n'roll, lorsqu'ils accompagnaient Tony Sheridan. Elle est placée en face B du single My Bonnie. 

#### Historique
Durant leurs séjours à Hambourg, le groupe britannique The Beatles, encore inconnu à cette époque, a côtoyé et joué avec leur compatriote, le chanteur et guitariste Tony Sheridan, qui devient rapidement un ami et un mentor (« the Teacher » comme le disait Paul McCartney). Le 22 juin 1961, le producteur Bert Kaempfert, qui a été impressionné par leur jeu, organise une séance d'enregistrement pendant laquelle ils mettent en boîte sept chansons. Cette version de The Saints est inspirée de celle de Jerry Lee Lewis.

#### Parution
Le 45 tours My Bonnie couplé à The Saints (When the Saints Go Marching In) est publié en Allemagne de l'Ouest le 23 octobre 1961 et crédité à Tony Sheridan and « The Beat Brothers » (Polydor – 24 673). On utilise ce pseudonyme car, en allemand, le nom « Beatles » ressemble trop à un mot argotique vulgaire. Pendant quelques années, Sheridan réutilisera ce nom pour tous les groupes qui l'accompagneront sur disque. Cette version de la chanson sera toujours notée comme étant « traditionnelle » sans la mention des auteurs.
En janvier 1962, on retrouve ces deux enregistrements sur Mister Twist, le E.P. français de Tony Sheridan, complété de deux autres chansons enregistrés durant cette même séance, Why et Cry for a Shadow, et sur son 33 tours My Bonnie publié en juin de la même année, dans lequel toutes les autres pistes sont effectuées par d'autres musiciens. Dans les éditions françaises Mister Twist et Les Beatles, le 33 tours 25 cm qui regroupe les huit enregistrements de Hambourg, la chanson prend le titre When the Saints et est placée en piste d'ouverture du E.P. et de la face 2 de l'album. Elle est aussi placée sur l'album compilation Moto party.
À sa sortie, la chanson My Bonnie atteint la cinquième position du palmarès en l'Allemagne de l'Ouest pour atteindre, en 1964, la 26e position lors de sa parution aux États-Unis durant la Beatlemania. La même année, The Saints sera placée, avec les autres chansons enregistrées à Hambourg, sur le 33 tours allemand The Beatles' First ! et subséquemment réédité dans plusieurs pays. On la retrouve aussi sur les albums compilations promotionnels d'artistes variés de Polydor Let's do the Twist, Hully Gully, Slop, Surf, Locomotion, Monkey  et en version éditée dite « Medley » sur  Pop With Pep.
Contrairement à sa face A, cette chanson ne sera pas incluse dans la compilation Anthology 1 parue en 1995.

#### Personnel
- Tony Sheridan : guitare solo, chant
- John Lennon : guitare, chœurs
- Paul McCartney : basse, chœurs
- George Harrison : guitare, chœurs
- Pete Best : batterie

### Version en français
- Henri Salvador a adapté cette chanson en français, sous le titre Oh ! Quand les Saints, sur des paroles de Boris Vian, publié en face B du single Blouse du dentiste (1958).

## Dans la culture
Sauf indication contraire ou complémentaire, les informations mentionnées dans cette section proviennent du générique de fin de l'œuvre audiovisuelle présentée ici.
- On entend la chanson, chantée par Fred, dans La Disparition (Hot Lips Hannigan), le deuxième épisode de la première saison du dessin animé Les Pierrafeu mis en onde pour la première fois aux États-Unis le 7 octobre 1960.
- En 2006, dans Nos jours heureux d'Éric Toledano, Marilou Berry la chante en solo à la guitare.
- En 2024, l'Harmonie des Mineurs de Lallaing reprennent la chanson sous le titre When the Saints sing dans le film En fanfare (The marching Band)[12].
- Assurancetourix en chante une version dérivée (Ô marcassins, ô marcassins, ô marcassins vous m'donnez faim…) dans la bande dessinée Astérix : Le Cadeau de César[13], publiée en 1974.
- Les Saints de La Nouvelle-Orléans, l'équipe de football américain de la NFL, tire son nom de la fête catholique de la Toussaint et cette chanson est souvent chantée par ses fans[réf. nécessaire].
- La chanson Wir singen schwarz rot gold utilise La même mélodie.